# François-Joseph-Marie Couëssurel de La Brousse
François-Joseph-Marie Couëssurel de La Brousse (6 septembre 1741, Rennes - 31 octobre 1802, Moncontour-de-Bretagne), est un homme politique français, député des Côtes-du-Nord en 1798-1799.

## Biographie
Fils de François Couëssurel de La Brousse, docteur agrégé des facultés de droit de Rennes et avocat en parlement, et d'Elisabeth-Marie Loncle de Launay (parente de René-Charles Loncle des Aleux), et petit-neveu de l'abbé Gallet, il est reçu licencié en droit à Rennes en 1762 et devient procureur à Moncontour-de-Bretagne. Il est élu juge au tribunal de district de Broons en 1790.
En 1795, il est élu administrateur du département du Calvados, puis, le 24 germinal an VI, député des Côtes-du-Nord au Conseil des Anciens.
Marié à Suzanne-Hélène Faiguet des Noës, nièce de Joachim Faiguet de Villeneuve, il est le beau-père de Louis-René-François Bienvenue et l'arrière grand-père de René Kerviler.

## Sources
- « François-Joseph-Marie Couëssurel de La Brousse », dans Adolphe Robert et Gaston Cougny, Dictionnaire des parlementaires français, Edgar Bourloton, 1889-1891 [détail de l’édition]